# Uarakos
Uarakos o Uaracos () és la transcripció fonètica literal dels signes d'escriptura ibèrica que apareixen al revers d'unes monedes de bronze trobades al jaciment arqueològic de La Custodia de Viana, Navarra. Hi ha consens entre els estudiosos que aquest jaciment correspon a la ciutat de Varia, Vareia o Vereia citada per les fonts clàssiques i que aquesta moneda tenia la seca en aquest enclavament o potser al proper castre defensiu, el jaciment del qual s'anomena Ciutat de Cantàbria, a Logronyo, La Rioja.
Aquestes monedes, per la grandària, pes, material i dibuixos, corresponen a l'as romà.
En general, les monedes berones s'encunyaren entre la transició entre els segles II i I ae, però les emissions d'aquesta seca foren tardanes, durant la segona meitat del segle I ae, sota domini dels berons per part de Roma i després de la Guerra de Sertori, no abans de l'any 82 ae i potser el 75 ae com a data post quem coincidint amb una eventual reconstrucció de la ciutat per part de Pompeu, i deixà d'emetre monedes al voltant del segle I.

## Toponímia de la paraulaUarakos
El topònim Vareia, recordat en les fonts escrites i que té el radical en la seca Uarakos, el transcriu Estrabó en grec Ouaria i els escriptors romans Vareia. Vareia n'és, per tant, una adaptació llatina. Són abundants els noms de ciutats berones i les seues seques acabats en -kos (vegeu-ne). El nom Uaracos també s'ha identificat amb l'etnònim de la seua població, tesi recolzada en ser el nominatiu singular dels gentilicis derivats dels mots amb tema en -o en llengua ibèrica, sobre el topònim originari Uaria i amb la traducció probable de '(diners) vareià'. Tot això fa que la majoria dels historiadors anomenen el jaciment Uaracos-La Custodia, tot esperant tesis més sòlides sobre el nom real de la ciutat berona preromana.

## Descripció de les monedes
Seguint el cànon romà, aquestes monedes presenten a l'anvers un cap barbat o nu amb torques al coll, acompanyat d'un dofí. I al revers un dibuix eqüestre amb llança o espasa curta, amb una palma o una arada o els signes UA o AUTA; aquesta última epigrafia també apareix en les monedes de la seca Teitiakos.
Les grandàries, pesos i dibuixos de les monedes amb la inscripció Uarakos són distints. El pes n'oscil·la entre els 8,5 i els 11 grams i el diàmetre entre 22 i 27 mil·límetres. És a dir, hi ha una gran varietat tipològica en aquestes monedes.

## Context econòmic i difusió

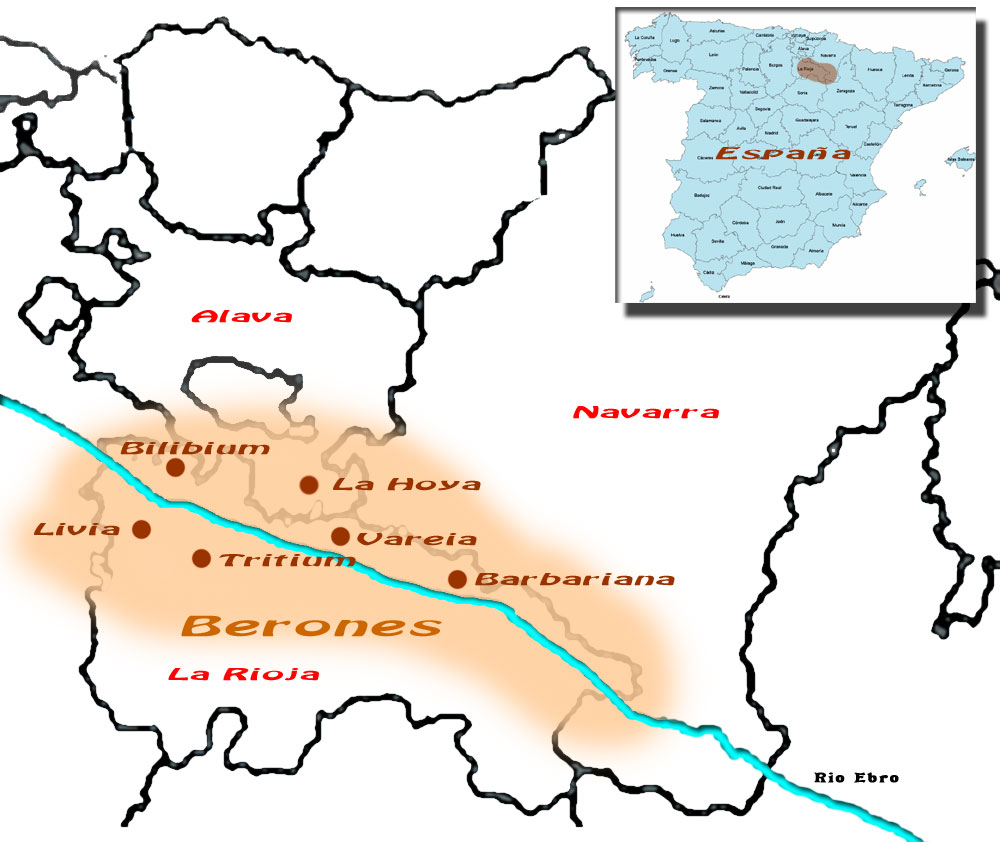
La vall mitjana de l'Ebre al s. II ae

Tot i que els ibers coneixien la moneda d'altres cultures, la fabricació i ús de moneda es va produir quan el territori beró i les seues ciutats estat s'hagueren de sotmetre a Roma. Les encunyacions es feren seguint els criteris semiuncials romans, tot i que són palpables algunes diferències per ser-ne les comunitats autòctones les productores.
Encunyar moneda era símbol de submissió, però també de prestigi dels ciutadans anomenats al revers (seca) i aquestes emissions responien sobretot a les necessitats de pagar tributs o tropes a Roma i facilitar-ne el bescanvi comercial. En el cas d'Uarakos trobem una emissió tardana de moneda potser per raons de prestigi o per compensar la clientela pompeiana pel seu suport, o simplement per materialitzar el cobrament d'imposts.

## Principals hipòtesis
- La primera hipòtesi que es planteja és sobre l'epigrama AUTA comú en les monedes de la seca Teitiakos, que podrien parlar-nos dels berons com una branca dels autrígons. Per això, la seca Teitiakos, que també conté aquest epigrama, podria estar propera i correspondre a Trici Metallum.
- Aquestes monedes, per la seua fesomia, tenen trets comuns amb les seques de Bentian, Arsaos i Bar(s)kunes.
- El moment de l'encunyació d'Uarakos i Ba(r)skunes sembla correspondre a la Guerra de Sertori i s'hi podria veure l'important influx economicopolític que aquesta guerra provocà en ambdues seques.
- Es desconeix si les seques Titiakos i Teitiakos corresponen a la mateixa ciutat, tot i que es barregen diverses hipòtesis amb les antigues ciutats d'Atienza de Sòria o Guadalajara.

### Altres seques berones
- Uargas
- Ledaisama
- Meduainum
- Kalakorikos
- Teitiakos